# Chamaedorea tepejilote
Chamaedorea tepejilote är en enhjärtbladig växtart som beskrevs av Frederik Michael Liebmann. Chamaedorea tepejilote ingår i släktet Chamaedorea och familjen Arecaceae. Inga underarter finns listade i Catalogue of Life.

## Bildgalleri

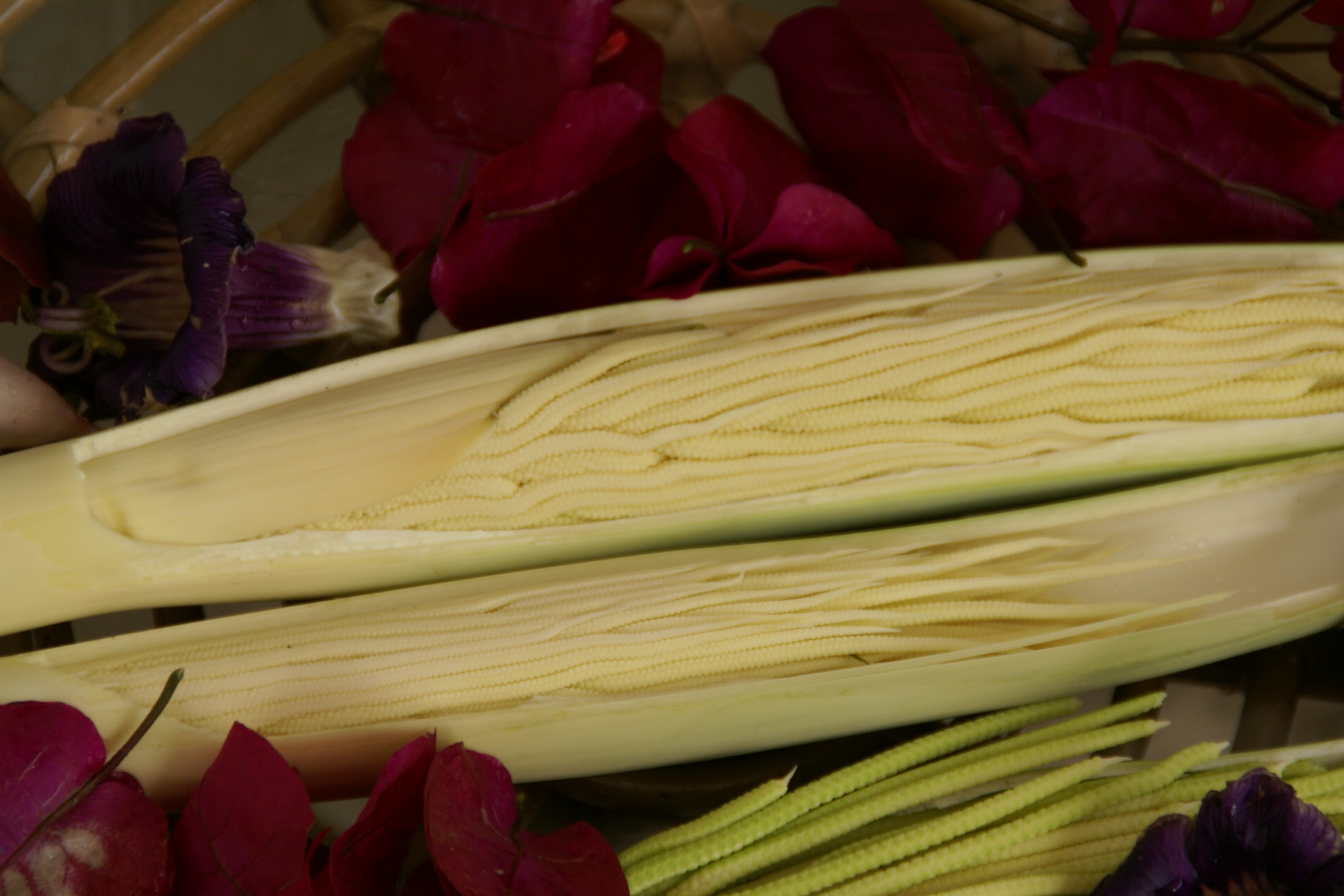